# Pavetta pauciflora
Pavetta pauciflora är en måreväxtart som beskrevs av Carl Ludwig von Blume och Dc.. Pavetta pauciflora ingår i släktet Pavetta och familjen måreväxter.
Artens utbredningsområde är Java. Inga underarter finns listade i Catalogue of Life.